# Doppelbruch
Ein Doppelbruch ist in der Mathematik ein Term, bei dem ein Bruch (Beispiel: ein Fünftel) durch einen weiteren Bruch geteilt wird. Es ist möglich, statt des üblichen Zeichens für Division einen weiteren Bruchstrich zu schreiben, bei dem Zähler und Nenner wiederum Brüche sind. Doppelbrüche lassen sich durch Erweitern mit einem geeigneten Faktor vereinfachen:
{\displaystyle {{\frac {a}{b}} \over {c}}={{\frac {a}{b}}\cdot {b} \over {{c}\cdot {b}}}={\frac {a}{{c}\cdot {b}}}}.
Hinweis: Dies gilt nur für {\displaystyle b,c\neq 0}, denn durch {\displaystyle 0} darf nicht dividiert werden.
Folgende Regel ist bekannter und einfacher zu verstehen: Doppelbrüche werden vereinfacht, indem man den Zählerbruch mit dem Kehrwert des Nennerbruchs multipliziert:
{\displaystyle {\frac {\frac {a}{b}}{\frac {c}{d}}}={{\frac {a}{b}}\cdot {\frac {d}{c}}}={{ad} \over {bc}}}.
mit {\displaystyle b,c,d\neq 0}.
Im ersten Beispiel ist {\displaystyle c} ein Bruch mit dem Nenner 1:
{\displaystyle {\frac {\frac {a}{b}}{c}}={\frac {\frac {a}{b}}{\frac {c}{1}}}={{\frac {a}{b}}\cdot {\frac {1}{c}}}={{a} \over {bc}}}.